# Алессандра Періллі
Алессандра Періллі (італ. Alessandra Perilli, нар. 1 квітня 1988) — санмаринський стрілець, срібна та бронзова призерка Олімпійських ігор 2020 року.

## Виступи на Олімпіадах
| Олімпіада           | Дисципліна  | Місце |
| ------------------- | ----------- | ----- |
| Лондон 2012         | трап        | 4     |
| Ріо-де-Жанейро 2016 | трап        | 16    |
| Токіо 2020          | трап        | 3     |
| Токіо 2020          | трап, мікст | 2     |
| Париж 2024          | трап        | 15    |